# أسامة المزيني
أسامة عطية أحمد المزيني (16 مارس 1966 - 16 أكتوبر 2023) قيادي في حركة المقاومة الإسلامية حماس، ووزير التربية والتعليم في غزة سابقاً (2011-2014)، كان عضو القيادة السياسية لحركة حماس. حصل على شهادة الدكتوراه في الإرشاد النفسي والصحة النفسية، وماجستير من جامعة عين شمس بمصر، وشهادة ماجستير ثانية في الصحة النفسية من الجامعة الإسلامية بغزة. ذاع صيته في إسرائيل باعتباره الشخص المسؤول عن المفاوضات بشأن صفقة الجندي الإسرائيلي الأسير جلعاد شاليط.

## اغتياله
أعلن جيش الإحتلال الإسرائيلي عن مقتل أسامة المزيني في 16 أكتوبر 2023 خلال ضربة جوية. 